# Placa (micología)

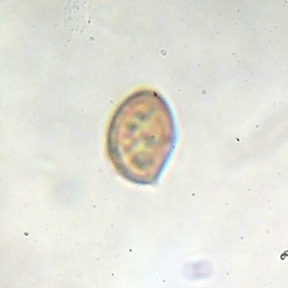
Una espora con placa, que es el área recta del lado derecho.

Una placa suprahilar o más comúnmente, placa es, en micología, una zona sin ornamentos en el área basal de una espora ornamentada. Su presencia es característica en el género Galerina dentro del orden de los agaricales.